# Alien vs. Predator (mobil)
Alien vs. Predator (2004) är ett First Person Shooterspel utvecklat av Elite Systems baserat på filmen Alien vs. Predator. Spelet släpptes 13 november 2004, och är avsett att spelas på en mobiltelefon.

## Spelstil
Spelet är uppbyggt som en turnering, med sex Aliens och sex Predators. Spelaren måste vinna två gånger mot varje motståndare för att gå vidare till nästa omgång.